# Antocha confluenta
Antocha confluenta är en tvåvingeart som beskrevs av Alexander 1926. Antocha confluenta ingår i släktet Antocha och familjen småharkrankar. Inga underarter finns listade i Catalogue of Life.